# Hemioli
L'hemiolia o hemiolos (grec: ἡμιολία [ναῦς] o ἡμίολος [λέμβος]) era un vaixell de guerra lleuger i ràpid que va aparèixer a principis del segle iv aC. Va ser especialment afavorit per pirates a la Mediterrània oriental, però també usat per Alexandre el Gran fins als rius Indus i Hidaspes i pels romans com a transport de tropes. De fet, és molt probable que el tipus fos inventat pels pirates, probablement a Cària. El seu nom es deu al fet que va ser tripulada per un grup mitjà de remers a cada costat, amb el mig grup addicional situat a la part central, on el casc era prou ampli per adaptar-los. D'aquesta manera, aquests vaixells guanyaven el poder motriu sense augmentar significativament el pes de la nau.Poc se sap de les seves característiques, però Arrià, basat en Ptolemeu I (323-283 a. C.), els inclou entre els triacontors. Això possiblement indica que tenien 15 rems a cada costat, amb un grup complet de deu i mig grup de cinc, aquest últim possiblement duplicava els remers mitjans en comptes de remar un conjunt separat de rem. Tenint en compte els seus bucs més lleugers, la seva major longitud i el perfil generalment més prim, l'hemiolia hauria tingut un avantatge en velocitat fins i tot sobre altres vaixells de guerra lleugers com la liburna.